# Kevin Farley
Kevin Peter Farley (Madison, Wisconsin, 8 de junio de 1965) es un actor, cantante, comediante y director de cine estadounidense, hermano menor del fallecido actor Chris Farley. Es conocido por haber sido miembro de la boy band ficticia 2gether.

## Biografía
Farley nació en Madison, Wisconsin, hijo de Mary Anne y Thomas Farley. Es hermano de los actores Chris Farley y John P. Farley. Al igual que su hermano Chris, Kevin se graduó en la Universidad Marquette.

## Carrera
Farley es reconocido por haber sido miembro de la boy band ficticia 2gether, interpretando el papel de "Doug Linus". Ha actuado junto a varios compañeros de Chris Farley en Saturday Night Live como David Spade y Adam Sandler. Apareció en las películas de su hermano Tommy Boy, Black Sheep y Beverly Hills Ninja en papeles menores. Más adelante actuó en las películas The Waterboy y Dirty Work.
En 2001 interpretó el papel de un policía en Joe Dirt junto con David Spade. Apareció en la serie de HBO Curb Your Enthusiasm en el episodio "The Rat Dog". En 2007 integró el reparto de la serie Two Guys Drinking at a Bar.
En 2011 dirigió la película Hollywood & Wine. Dos años después dirigió Paranormal Movie, una parodia de la serie fílmica Paranormal Activity, donde actuó al lado de Carly Craig, Nicky Whelan, William Katt, Tom Sizemore, Maria Menounos, John P. Farley, Kevin Sorbo, Quinton Aaron, Deep Roy y Eric Roberts. Ese mismo año apareció en un episodio de la serie Rules of Engagement.
En 2015 apareció en el documental I Am Chris Farley junto a su hermano John y otras estrellas como Adam Sandler y Dan Aykroyd, comentando sobre la vida y obra de su hermano Chris Farley, fallecido en 1997. También dirigió la cinta independiente Crowning Jules. En 2015 apareció en un episodio de la serie Hawaii Five-0.